# Freelove freeway
"Freelove Freeway" es una irónica canción escrita por Ricky Gervais, que canto David Brent como en la aclamada comedia británica The office. Gervais escribió la canción para que Brent la cantara en la temporada 1, Episodio 4 (titulado "Formación") del espectáculo. Durante un seminario de capacitación de los empleados, Brent canta y toca su guitarra de su banda de rock and roll que concluyó hace años y se convierte en el foco de atención. Brent trae su guitarra a cantar varias canciones, que fueron en realidad escritas por Gervais, incluida "Freelove Freeway". La canción se convirtió con el tiempo en una de las escenas más populares del espectáculo.
En 2004, Noel Gallagher, principal compositor y guitarrista del grupo de rock Oasis, graba la canción con Gervais en un estudio profesional. La nueva grabación de la banda completa, que ha añadido un verso, está disponible como un especial de Navidad es el DVD Especial de The office. Después de un tiempo, se incluyó la canción también en el DVD especial de Pascua.
- Datos: Q5499914